# 以神伝心!?
『以神伝心!?』（いしんでんしん）は、佐々木よしのによる学園コメディ漫画作品。『少年王』（光文社）にて1995年8月号より、1997年2月号まで連載された。単行本は全2巻。

## あらすじ
私立斗南高校に転入した高祐一郎は、転入初日にキロルという黒狐を連れた小鉄という少女に出会う。彼女は高に「シュマリ様」と呼びかけて立ち去っていった。そして、放課後小鉄と再び出会った高の体内にキロルが飛び込むと両者の体は一体化して、高は半狐の美女に変身してしまった。彼女は800年前に人間界に不幸をもたらす「厄災神」との戦いで「厄災神」を全て封印したものの、力を使い果たして従者の小鉄に自らの力を託して人間に転生した土地神である黒狐のシュマリであり、高はその転生体だったのである。小鉄は高に「厄災神」が復活したことを告げて、高にシュマリとして再度封印するように懇願するのだが……。

## 主な登場人物
高 祐一郎（たか ゆういちろう）
斗南高校に転入した高校一年生。少林寺拳法の心得がある。実は土地神である黒狐のシュマリの転生体であり、その魂を共有している（ただし、精神的には別箇の存在である）。キロルと融合することでシュマリの姿と能力を取り戻す（本人からすれば変身させられる）。変身後のスリーサイズは上から「90・56・88」（沼倉の目測）。後に「厄災神」龍気の術にかけられた影響で高の魂に封印されていたシュマリの記憶が分離するが、実体がない状態には変わりがないため、従来通り高がシュマリと融合することとなる（むしろ、精神的に優位であるシュマリに体を支配される状態となる）。
小鉄（こてつ）
シュマリの従者であった少女で通称「封印の小鉄」。シュマリの封印後、その力を守護するために、力の象徴である黒狐のキロルとともにシュマリが「厄災神」を封印した結界が張り巡らされている現在の斗南高校の地で、長い間シュマリの転生体がこの地に導かれてくる日を待ち続けていた。シュマリのために一生懸命に尽そうとする。高を「厄災神」との戦いに誘っていくが、実は彼女自身が「厄災神」の復活と深い関係があった。普段は斗南高校の女子の制服を着ているが、どこかのクラスに属しているという訳ではない。
シュマリ
高の前世である黒狐の女神。斗南高校のある地の土地神として800年前に「厄災神」と戦った。全てを封印するために力を使い果たしてシュマリは、力を黒狐のキロルに封印して小鉄に託して自らの魂は人間である高祐一郎に転生した。後に「厄災神」龍気の術よって高の魂に封印されていたシュマリの記憶が分離・復活するが、それは彼女の計算ずくの仕掛けであったように、かなりの策略家でわがままな性格であり、その強引で気紛れな性格に「厄災神」にすら愛想を尽かされてしまうこともある。なお、記憶は復活したと言っても本人曰く「ホログラムのようなもの」であり、実体を有しないために力を発揮するためには、キロルを介して高と融合する必要がある。なお、「シュマリ」とはアイヌ語で狐の意味。
沼倉 真吾（ぬまくら しんご）
高のクラスメートで、高と同じ拳法部に所属する。学校中の女生徒の顔を把握していると自負している（小鉄のことも知っていた）。高がシュマリに最初に変身した時の目撃者であるが、驚くよりも先にシュマリに変身した高のスリーサイズを目測で測定したという、ある意味において「強者」である。なお、拳法部部長の沼倉朱実（あけみ）は彼の姉であり、部員不足から「厄災神」の病魔すら強引に部員に加えた「強者」である。
病魔（びょうま）
高の前に最初に現れた「厄災神」。様々な病原菌を操って病気を感染させる。だが、シュマリに変身した高の前に敗北、間一髪封印を免れたが力を失って子供の姿になってしまう。以後、高に様々ないたずらをする事で一矢報いようとするが、そのいたずらが時に仲間の「厄災神」にも向けられるために、結果的に足を引っ張っている。
諍（いさかい）
病魔の次に現れた「厄災神」。人間を自由に操る事が出来る。高を人質にとってシュマリに「厄災神」を解放させようとしたが、病魔が諍を驚かすために高がシュマリであることを黙っていたために敗北、龍神である龍気に支援を求めるも、龍気が小鉄のナンパに走ったために失敗した。
龍気（たつき）
シュマリと対抗関係にある龍神。長い間眠りについていたが、「厄災神」の諍に誘われて共通の敵であるシュマリを倒すために復活した。高を罠に陥れて、その魂からシュマリの部分を抹殺しようとするが、シュマリは転生時にそのことを予測してあらかじめ龍気の術で自らの記憶が復活するように仕掛を作っていた。小鉄が気になるらしい。
氷礁（ひしょう）
雪と氷を操る「厄災神」。シュマリの転生体である高を凍死させることでシュマリを復活できなくしようとしたが、高を氷漬けにする間際に「挨拶に来ない」とクレームをつけにきた病魔に術を妨害され、更に久しぶりに（高ではなく）シュマリ本人として封印の術を用いたシュマリが術に失敗したために病魔同様に子供の姿にされてしまった。
華露気（かつゆき）
龍気の実弟で彼も龍神である。行方不明となってしまった兄を探して、人間界に降りてきた。現在は斗南高校の家庭科教師・本田として兄の出現を待っている。兄とシュマリの復活を知って兄を助けてシュマリを倒そうとする。
厄災の意志（やくさいのいし）
「厄災神」を復活させた黒幕であり、シュマリが800年前に戦った真の「敵」。なぜか、小鉄と瓜二つの姿をしている。

## 書誌情報
- 佐々木よしの『以神伝心!?』光文社〈少年王コミックス〉、全2巻
  1. 1996年8月10日初版発行、ISBN 978-4-334-80333-9（4-334-80333-4）
  2. 1997年4月20日初版発行、ISBN 978-4-334-80369-8（4-334-80369-5）